# Mursunsaari
Mursunsaari är en ö i Finland. Den ligger i sjön Mursunlampi och i kommunen Pudasjärvi i den ekonomiska regionen  Oulunkaari  och landskapet Norra Österbotten, i den centrala delen av landet, 600 km norr om huvudstaden Helsingfors. Öns area är 15 hektar och dess största längd är 0,5 kilometer i sydöst-nordvästlig riktning.